# Meridià 63 a l'oest
El meridià 63 a l'oest de Greenwich és una línia de longitud que s'estén des del pol Nord travessant l'oceà Àrtic, Groenlàndia, Amèrica del Sud, l'oceà Atlàntic, l'oceà Antàrtic, i l'Antàrtida fins al pol Sud.
El meridià 63 a l'oest forma un cercle màxim amb el meridià 117 a l'est. Com tots els altres meridians, la seva longitud correspon a una semicircumferència terrestre, uns 20.003,932 km. Al nivell de l'Equador, és a una distància del meridià de Greenwich de 7.012 km.

## De Pol a Pol
Començant en el pol Nord i dirigint-se cap al pol Sud, aquest meridià travessa:
| Coordenades                             | País, territori o mar | Notes |
| --------------------------------------- | --------------------- | --- |
| 90° 0′ N, 63° 0′ O / 90.000°N,63.000°O  | Oceà Àrtic            | |
| 83° 22′ N, 63° 0′ O / 83.367°N,63.000°O | Mar de Lincoln        | |
| 82° 35′ N, 63° 0′ O / 82.583°N,63.000°O | Canadà                | Nunavut — Ellesmere |
| 81° 54′ N, 63° 0′ O / 81.900°N,63.000°O | Estret de Nares       | |
| 81° 12′ N, 63° 0′ O / 81.200°N,63.000°O | Groenlàndia           | |
| 76° 20′ N, 63° 0′ O / 76.333°N,63.000°O | Badia de Baffin       | |
| 70° 0′ N, 63° 0′ O / 70.000°N,63.000°O  | Estret de Davis       | |
| 67° 17′ N, 63° 0′ O / 67.283°N,63.000°O | Canadà                | Nunavut — Illa de Baffin |
| 65° 35′ N, 63° 0′ O / 65.583°N,63.000°O | Estret de Davis       | |
| 67° 17′ N, 63° 0′ O / 67.283°N,63.000°O | Canadà                | Nunavut — Illa de Baffin |
| 65° 35′ N, 63° 0′ O / 65.583°N,63.000°O | Estret de Davis       | |
| 65° 18′ N, 63° 0′ O / 65.300°N,63.000°O | Canadà                | Nunavut — Illa de Muingmak |
| 65° 16′ N, 63° 0′ O / 65.267°N,63.000°O | Estret de Davis       | |
| 60° 0′ N, 63° 0′ O / 60.000°N,63.000°O  | Oceà Atlàntic         | Mar de Labrador |
| 58° 53′ N, 63° 0′ O / 58.883°N,63.000°O | Canadà                | Terranova i Labrador — Labrador Quebec — des de 52° 0′ N, 63° 0′ O / 52.000°N,63.000°O |
| 50° 18′ N, 63° 0′ O / 50.300°N,63.000°O | Golf de Sant Llorenç  | Estret de Jacques Cartier |
| 49° 44′ N, 63° 0′ O / 49.733°N,63.000°O | Canadà                | Quebec — Anticosti |
| 49° 12′ N, 63° 0′ O / 49.200°N,63.000°O | Golf de Sant Llorenç  | |
| 46° 25′ N, 63° 0′ O / 46.417°N,63.000°O | Canadà                | Illa del Príncep Eduard |
| 46° 10′ N, 63° 0′ O / 46.167°N,63.000°O | Golf de Sant Llorenç  | Badia de Hillsborough |
| 46° 4′ N, 63° 0′ O / 46.067°N,63.000°O  | Canadà                | Illa del Príncep Eduard |
| 46° 3′ N, 63° 0′ O / 46.050°N,63.000°O  | Golf de Sant Llorenç  | Estret de Northumberland |
| 45° 47′ N, 63° 0′ O / 45.783°N,63.000°O | Canadà                | Nova Escòcia |
| 44° 42′ N, 63° 0′ O / 44.700°N,63.000°O | Oceà Atlàntic         | |
| 18° 16′ N, 63° 0′ O / 18.267°N,63.000°O | Anguilla              | |
| 18° 14′ N, 63° 0′ O / 18.233°N,63.000°O | Mar Carib             | Passa entre Saint Martin (at 18° 7′ N, 63° 1′ O / 18.117°N,63.017°O) i l'illa Tintamarre (a 18° 7′ N, 62° 59′ O / 18.117°N,62.983°O), França · Passa a l'est de Sint Maarten (a 18° 3′ N, 63° 1′ O / 18.050°N,63.017°O) · Passa a l'oest de Saint Barthélemy (a 18° 3′ N, 63° 1′ O / 18.050°N,63.017°O) |
| 17° 32′ N, 63° 0′ O / 17.533°N,63.000°O | Països Baixos         | Illa de Sint Eustatius |
| 17° 30′ N, 63° 0′ O / 17.500°N,63.000°O | Mar Carib             | Passa a l'oest de l'illa de Saint Kitts, Saint Kitts i Nevis (a 17° 22′ N, 62° 52′ O / 17.367°N,62.867°O) · Passa a l'est de l'arxipèlag de Los Testigos, Veneçuela (a 11° 22′ N, 63° 4′ O / 11.367°N,63.067°O)                                                                                         |
| 10° 43′ N, 63° 0′ O / 10.717°N,63.000°O | Veneçuela             | |
| 3° 37′ N, 63° 0′ O / 3.617°N,63.000°O   | Brasil                | Roraima Amazonas — des de 2° 1′ N, 63° 0′ O / 2.017°N,63.000°O Rondônia — des de 7° 59′ S, 63° 0′ O / 7.983°S,63.000°O |
| 12° 51′ S, 63° 0′ O / 12.850°S,63.000°O | Bolívia               | |
| 22° 0′ S, 63° 0′ O / 22.000°S,63.000°O  | Argentina             | |
| 41° 7′ S, 63° 0′ O / 41.117°S,63.000°O  | Oceà Atlàntic         | |
| 60° 0′ S, 63° 0′ O / 60.000°S,63.000°O  | Oceà Antàrtic         | Passa a l'oest de l'illa Smith, Illes Shetlant del Sud — reclamat per Argentina, Xile i Regne Unit (a 63° 5′ S, 62° 44′ O / 63.083°S,62.733°O) |
| 64° 32′ S, 63° 0′ O / 64.533°S,63.000°O | Antàrtida             | Illa Anvers — reclamat per Argentina, Xile i Regne Unit |
| 64° 36′ S, 63° 0′ O / 64.600°S,63.000°O | Oceà Antàrtic         | |
| 64° 47′ S, 63° 0′ O / 64.783°S,63.000°O | Antàrtida             | Antàrtida Argentina, reclamat per Argentina · Territori Antàrtic Xilè, reclamat per Xile · Territori Antàrtic Britànic, reclamat per Regne Unit |